# Curupirina papuana
Curupirina papuana är en tvåvingeart som beskrevs av Peter Zwick och Hortle 1989. Curupirina papuana ingår i släktet Curupirina och familjen Blephariceridae. Inga underarter finns listade i Catalogue of Life.